# Saproscincus oriarus
Saproscincus oriarus là một loài thằn lằn trong họ Scincidae. Loài này được Sadlier miêu tả khoa học đầu tiên năm 1998.